# Iguanura chaiana
Iguanura chaiana är en enhjärtbladig växtart som beskrevs av Ruth Kiew. Iguanura chaiana ingår i släktet Iguanura och familjen Arecaceae. Inga underarter finns listade i Catalogue of Life.